# Château Golan
 (novembre 2008).
Si vous disposez d'ouvrages ou d'articles de référence ou si vous connaissez des sites web de qualité traitant du thème abordé ici, merci de compléter l'article en donnant les références utiles à sa vérifiabilité et en les liant à la section « Notes et références ».
Le Château Golan est un domaine viticole produisant du vin dans le Golan, territoire syrien occupé militairement par Israël et dont l'annexion n'est pas reconnue par la communauté internationale.
Alors que jusqu'en 2016, les étiquettes sur les bouteilles exportées indiquaient « vin produit en Israël »,  les étiquettes indiquent désormais « produit originaire du plateau du Golan (colonie israélienne) », conformément à une réglementation adoptée par l'Union européenne en 2015.
Il s'agit d'un cru réputé en Israël. La marque n'existe que depuis 1999[réf. souhaitée].

## Cépages
- Bordelais : Cabernet Sauvignon, Merlot, Cabernet Franc et Petit Verdot.[réf. nécessaire]
- Méditerranéen : Syrah, Grenache, Mourvèdre, Carignan, Petite Syrah, Roussanne, Grenache blanc et Viognier.[réf. nécessaire]
- Portugais : Touriga Nacional.[réf. nécessaire]

## Le terroir
Les vignes du Château Golan poussent sur un sol basaltique très sec qui lui donne ses particularités, sur les hauteurs du Sud du Golan. Le terroir bénéficie de conditions climatiques excellentes: 550 mm de précipitations annuelles, une température moyenne de janvier de 18 °C, et de juillet de 32 °C.